# Humilladero del Cristo (Langayo)
El humilladero del Cristo está situado al sur del pueblo de Langayo señalando a sus costados los caminos hacia Fompedraza y Molpeceres. Los pies se orientan hacia el poblado. Es donde se abre la puerta de entrada. La primera referencia documental de que se tiene noticia es de 1797. Se sabe por los libros de fábrica, por la visita pastoral que se hizo tanto al humilladero como a las ermitas de San Mamés y de San Juan.

## Descripción

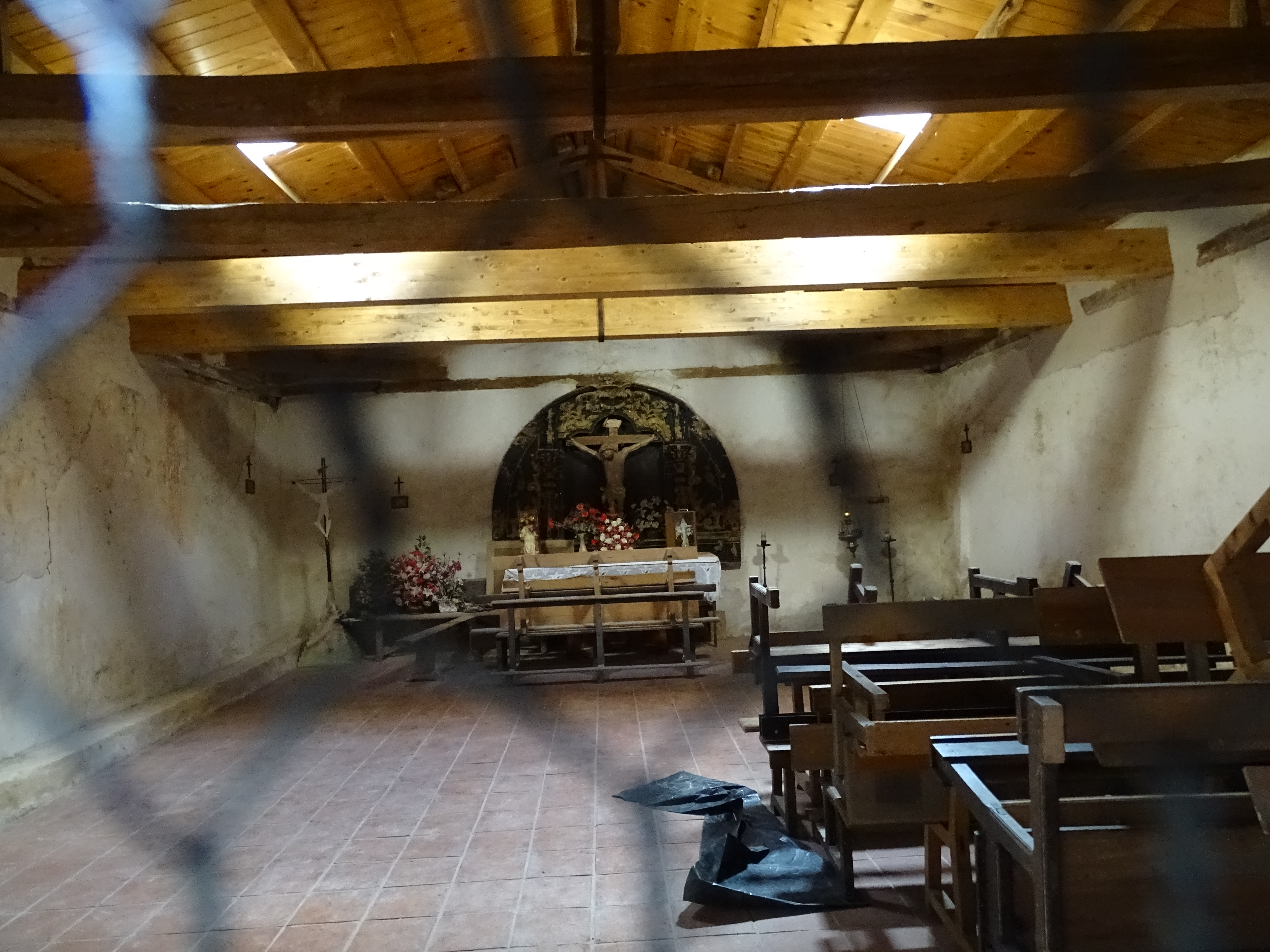
Interior del humilladero

Es de planta rectangular casi cuadrada. En un principio tuvo tejado a cuatro aguas pero en algún momento de su historia se renovó la cubierta a dos aguas y a mediados del siglo XX se le añadió la espadaña procedente del despoblado de San Mamés; más tarde un feligrés hizo la donación de la campana. En el techo, en el interior, se puede ver la cubierta de madera. A lo largo de las tres paredes hay un banco corrido. La mesa de altar es sencilla. Hubo a la derecha de la puerta en la pared una cruz de madera que simbolizaba a las misiones pasionistas; después se sustituyó por una cruz de hierro. En el interior hay un pequeño retablo barroco con un cristo. Durante mucho tiempo el mantenimiento del humilladero corrió a cargo de la cofradía de la Cruz que organizaba procesiones en Semana Santa y cuyos penitentes llevaban hábito negro y capirote. Esta cofradía se disolvió en 1985 y tomó la responsabilidad del mantenimiento a partir de 2001 una familia del pueblo. En este humilladero se celebra la fiesta de la Exaltación de la Cruz en el mes de septiembre.